# 太阳神殿 (库斯科)

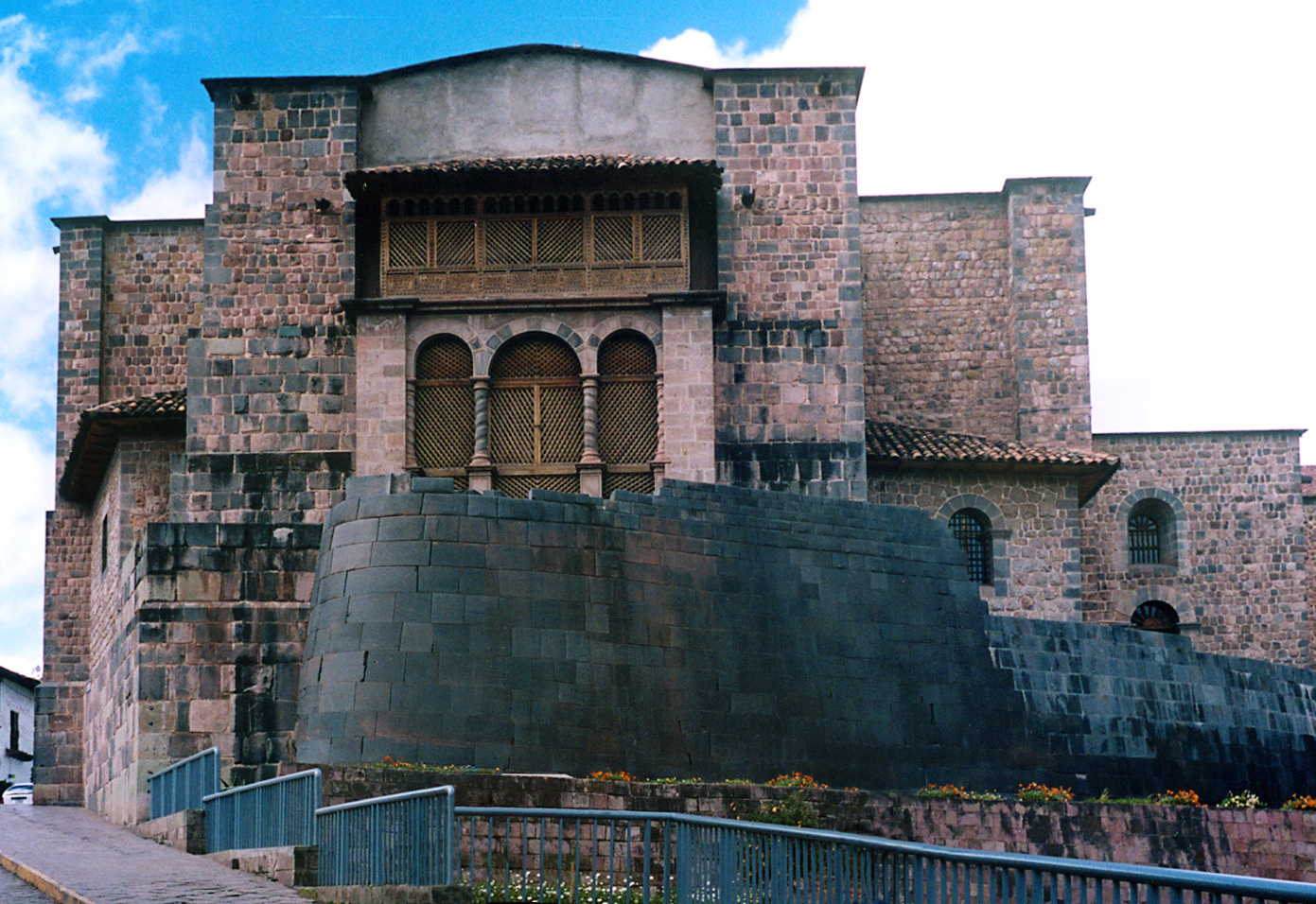
太阳神殿与圣多明我修道院

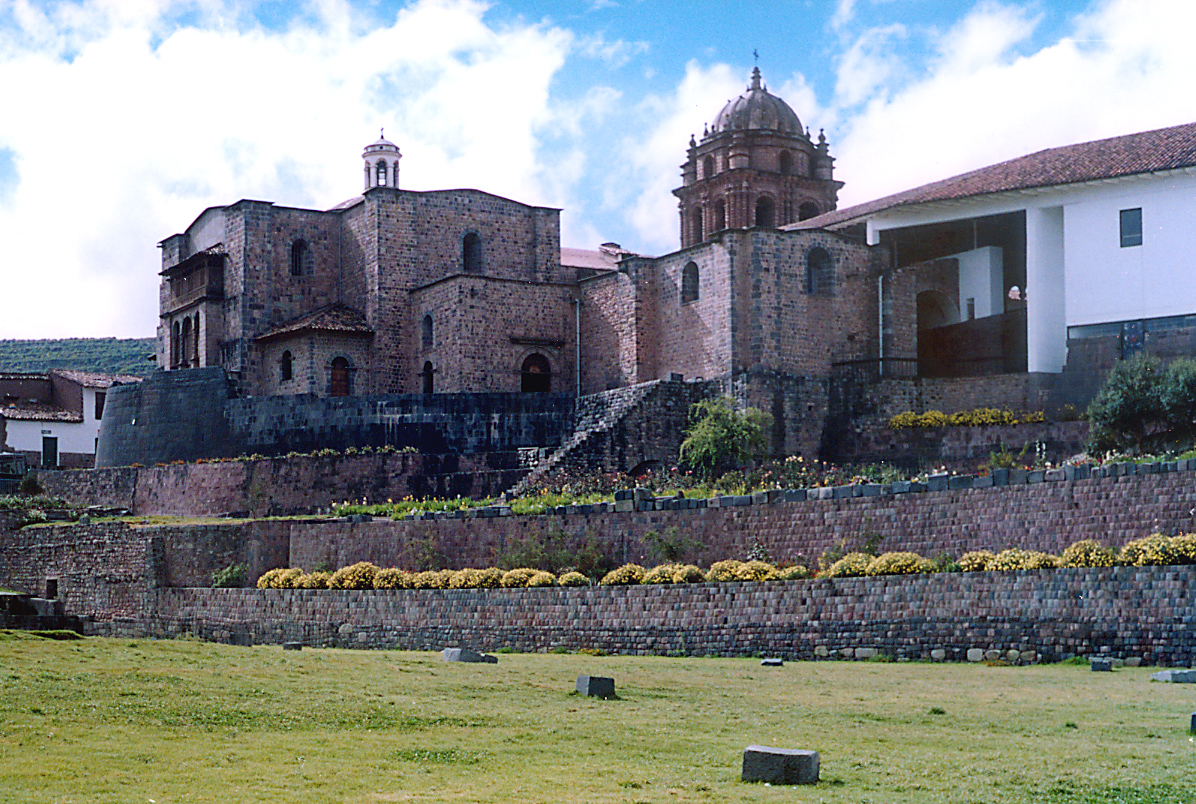
太阳神殿与圣多明我修道院

太阳神殿（克丘亚语Coricancha）是库斯科和整个印加帝国最受尊敬的寺庙，供奉太阳神印地。
其墙壁和地板曾经覆盖纯金，相邻的庭院充满金色的雕像。西班牙人报告说“难以置信的美妙”。西班牙人勒索阿塔瓦尔帕的赎金，大部分的黄金都来自太阳神殿。
西班牙殖民者拆毁寺庙，在其遗址上利用其基础建立圣多明我修道院。大地震严重破坏了教堂，但巨大又紧密相扣的石块建成的印加石墙仍然屹立。附近有一个地下考古博物馆，其中包含了许多有趣的作品，包括木乃伊、纺织品和偶像。

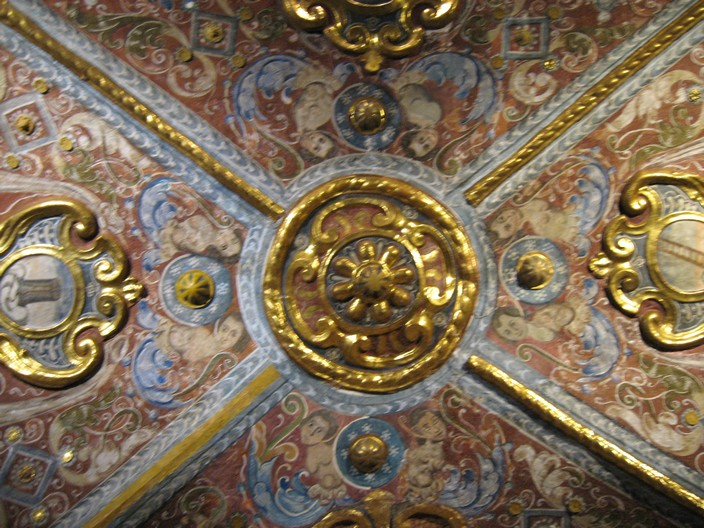
太陽神殿天花板 聖多明哥修道院

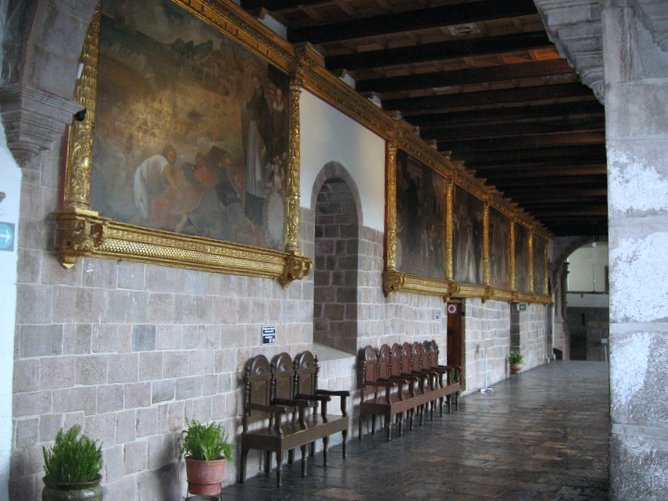
太陽神殿內庫斯科風格畫作